# Heinrich von Massow
Heinrich Philipp Julius August Alexander von Massow (* 1. August 1810 in Woblanse; † 5. November 1896 in Potsdam) war ein preußischer Generalmajor.

## Leben

### Familie
Heinrich war Angehöriger des pommerschen Adelsgeschlechts von Massow. Seine Eltern waren der preußische Generalmajor Karl Friedrich Heinrich von Massow (1770–1851) und dessen Ehefrau Karoline, geborene von Favrat (1784–1868), Tochter des preußischen Generals der Infanterie Franz Andreas von Favrat.

### Militärkarriere
Massow besuchte die Kadettenhäuser in Kulm und Berlin. Anschließend wurde er am 29. Juli 1829 als Oberjäger dem Garde-Jäger-Bataillon der Preußischen Armee überwiesen und avancierte bis Juni 1831 zum Sekondeleutnant. Bis Mitte Februar 1850 stieg Massow zum Hauptmann und Kompaniechef auf und wurde am 25. Juli 1857 als Major zum Kommandeur des 7. Jäger-Bataillons in Frankfurt am Main ernannt. 1860 verlegte das Bataillon nach Kleve und Massow wurde am 18. Oktober 1861 zum Oberstleutnant befördert. Als solcher war er vom 29. April 1862 bis zum 2. Mai 1864 Kommandeur des Füsilier-Bataillons im Grenadier-Regiment „König Friedrich Wilhelm IV.“ (1. Pommersches) Nr. 2. Anschließend unter Stellung à la suite zunächst mit der Führung des 2. Niederschlesischen Infanterie-Regiments Nr. 47 beauftragt, wurde Massow am 25. Juni 1864 mit der Beförderung zum Oberst zum Regimentskommandeur ernannt. In dieser Eigenschaft führte er seinen Verband 1866 während des Krieges gegen Österreich in den Kämpfen bei Nachod, Skalitz und Schweinschädel. Sein Regimentschef Konstantin von Hohenzollern-Hechingen verlieh ihm für sein Verhalten während des Krieges das Ehrenkreuz II. Klasse des Fürstlichen Hausordens von Hohenzollern mit Schwertern. König Wilhelm I. würdigte ihn mit dem Roten Adlerorden III. Klasse mit Schwertern. Unter Stellung à la suite gab Massow am 18. Mai 1867 sein Regiment ab und wurde zu Kommandanten von Neisse ernannt. In dieser Stellung erhielt er am 22. März 1868 den Charakter als Generalmajor und wurde am 10. Oktober 1868 unter Verleihung des Kronenordens II. Klasse mit der gesetzlichen Pension zur Disposition gestellt. Am 13. Juli 1875 nahm Massow seinen Abschied mit der bisherigen Pension.
Massow war ein Schwager des Generalfeldmarschalls Edwin von Manteuffel, mit dem er sehr befreundet war.

### Familie
Massow hatte sich am 2. November 1850 in Berlin mit Davide von Witzleben (1824–1895), Tochter des Ministers Jobst von Witzleben verheiratet. Die Ehe blieb kinderlos.